# 荒木祐子
荒木 祐子（あらき ゆうこ）は、日本のフィギュアスケート選手（女子シングル）。1956年全日本選手権2位。1957年世界選手権代表。

## 経歴
1955年、全日本選手権に出場し上野純子、美土路洋子に続き3位に入る。
1956年、全日本選手権では上野に続き2位となる。1957年、コロラド留学中に日本代表として上野、西倉幸男、杉田秀男と共に6年ぶりに世界選手権に出場し、19位に終わる。

## 主な戦績
| 大会/年      | 1955-56 | 1956-57 |
| ------------ | ------- | ------- |
| 世界選手権   |         | 19      |
| 全日本選手権 | 3       | 2       |